# Escalera al cielo (trago)
Escalera al cielo es un cóctel uruguayo, que fue muy popular durante la década de los 90 y que ha llegado a ser difundido en Argentina, Brasil, España y otros países del mundo. Es conocido por su carácterístico color azul, del cual obtiene su nombre, debido a la canción de Led Zeppelin, Stairway to heaven, y que obtiene del curaçao, Además de este último, se compone de vodka y martini y se lo considera un aperitivo.

## Historia
Fue creado en el año 1989, por el barman uruguayo, Gustavo Arcari, mientras trabajaba en la entonces popular discoteca de Montevideo, conocida como Chanteclaire. La escalera al cielo fue uno de los tragos preferidos durante la década del 90, llegando a ganar el certamen nacional de bármanes en la categoría de aperitivos en el año 1990, posteriormente servido en casi todas las barras y reconocido fuera de fronteras.

## Preparación
Se debe refrescar un vaso mezclador con hielo, luego agregar, el vodka, el martini el curaçao y mezclar con una cuchara para luego colar y servir en una copa de martini previamente refrescada con hielo y se decora con una cáscara de limón.

## Medios externos
- Arcari en Vamo' arriba por canal 4